# Manuel Iñigo Nougues
Manuel Iñigo Nougués (Zaragoza 1879? - 1941) fue un Teniente Coronel médico del Cuerpo de Sanidad Militar española. Licenciado en la Facultad de Medicina de Zaragoza en 1895 se especializó como cirujano militar. Falleció a los sesenta y dos años.

## Reseña biográfica
Manuel Iñigo Nougués nacido en Zaragoza el 8 de septiembre de 1879 fue un Teniente-Coronel médico del cuerpo de sanidad militar española, licenciado en medicina en la facultad de medicina de Zaragoza en 1895 y diplomado como cirujano militar. Durante su vida militar fue partícipe en diferentes conflictos bélicos como la guerra de Cuba, África (donde perfeccionó sus dotes como cirujano) y para terminar la guerra civil española. Hablaba diferentes idiomas entre los que se encontraban inglés, francés y español.
Más adelante se convirtió en el director de Hospital de la Cruz Roja de Zaragoza y vicepresidente del Consejo General de Colegios Médicos de España obteniendo la placa de honor y mérito por parte de la Cruz Roja española antes de su fallecimiento. Siendo la fecha de su defunción el 24 diciembre de1941 en Zaragoza a los 67 años.  
En cuanto a su vida personal fue hijo de Florencio Iñigo Sandoña y de Isabel Nougués Liñán. Se casó con Pilar Taule y Díaz, enfermera del hospital en el cual trabajaba. Teniendo ambos una hija, Pilar Iñigo Taule, la cual siguió los pasos de su madre siendo enfermera y siendo condecorada con la concesión de la cruz roja del mérito militar. El Dr. Palomar comentó sobre la vida militar del Dr. Íñigo destacando sus dos principales características bondad y laboriosidad.

## Hoja de servicios profesional en el Cuerpo de Sanidad Militar
El 27 de noviembre de 1897 obtuvo el cargo de médico segundo de sanidad militar tras aprobar una oposición siendo número uno de su promoción, consiguiendo seis años más tarde, el 6 de septiembre de 1903 el ascenso a médico primero de sanidad militar debido a su antigüedad. Posteriormente el 29 de junio de 1918 fue ascendido al rango militar de comandante médico para posteriormente ser promocionado a teniente coronel médico el 2 de agosto de 1923 por antigüedad. Durante su etapa militar paso por diferentes regimientos comenzando por el regimiento de artillería de Madrid el 1 de diciembre e 1897, tras pasar por varios servicios el 1 de octubre de 1903 volvió a Zaragoza al batallón de montaña, para continuar en diversos destinos hasta finales de1918 donde regresaría a Zaragoza para quedarse. 
En cuanto a su labor como cirujano fue mandado al buque hospital de Alicante como médico de guardia, no obstante al no encontrar ningún compañero con conocimientos de cirugía fe considerado como el cirujano de a bordo, siendo este su primer contacto con la cirugía y obteniendo a su vuelat su primera medalla.
En el Cuerpo de Sanidad Militar se dedicó al estudio de diferentes campos en los cuales podemos destacar dos estudios importantes publicados en la revista de sanidad militar, por un lado, la Cirugía vascular experimental y por otro la revisión de estudios sobre patogenia, terapéutica y profilaxis del shock.
En junio de 1909 Manuel Iñigo Nougués, en aquel entonces siendo médico primer del cuerpo de sanidad militar comenzó la realización de cirugía experimental vascular junto a otro cirujano perteneciente a la facultad de Zaragoza, Octavio García Burriel. Se dedicaron a las anastomosis e injertos vasculares. Proponían la sección del vaso para luego reparar su continuidad sin que la función circulatoria resultara alterada. 
Durante el transcurso de su experimentación se encontró con varios problemas a afrontar. El primero los pacientes, puesto que al no poder experimentar con seres humanos decidieron utilizar animales encontrado problema en su adquicisón y terminado declinarse por perros vagabundos aportados por el Ayuntamiento de Zaragoza. Por otro lado, el estado de salud de estos perros y su talla supuso que la cirugía vascular resultara más difícil de realizar debido al calibre menor de los vasos de estos. Durante el comienzo de sus operaciones surgió el problema de la anestesia el cual costó la vida de muchos perros por sincope respiratorio debido a la calidad de los anestésicos utilizados, al no querer aumentar los gastos del estudio mediante la utilización cloroformo de calidad. A su vez esto provocó una evolución favorable en el campo de la anestesia al encontrar una combinación a anestésicos más tranquila y menos costosa que permitiera continuar con el estudio sin la muerte de los animales. Por último, otros problemas menores fueron encontrar un local adecuado, transporte y alojamiento entre otros.
El Dr Iñigo realizó también estudios sobre la patogenia terapéutica y profilaxis del stock en batalla publicados en 1915, alegando que pese a que lo idóneo sería abordarlo desde un punto de vista profiláctico las situaciones en la guerra no siempre dan cabida a esta y por consecuencia la profilaxis queda alejada del primer plano y se ha de tatar de un modo terapéutico siguiendo el proceso de colocar al enfermo en una cama caliente eliminando la almohadas, fricciones con alcohol o vinagre por el cuerpo dando énfasis alas extremidades poniendo botellas calientes en estas para favorecer la reacción. Otra opción serían las inyecciones de aceite alcanforado o suero artificial en al tejido celular del muslo o hipocondrios, pero a corto plazo puesto que demostró que el suero no es un remedio al uso contra el shock. Evitando a toda costa cualquier elemento que hiciera gastar energía al paciente como zarandearlo, friccionarlo o incluso háblale. Por consiguiente, demostró que sería mucho más beneficioso el empleo de transfusiones sanguíneas para aumentar esa tensión arterial y el gato cardiaco a largo plazo. Insistiendo que, para él, el stock siempre ha sido más evitable que curable. Otro puto de su estudio fue el abordaje el boqueo de las células nerviosas durante este proceso. 

## Labor de Manuel Iñigo Nougués en relación con la Cruz Roja en Zaragoza  durante los años 20 y 30.
En el año 1919 se le concedió la medalla de la Cruz roja española, Siendo desde ese momento duradera, su colaboración con esta entidad. En 1921 se hizo cargo de forma interina del Gabinete de Radiología y Electroterapia del Hospital Militar de Zaragoza y el 10 de septiembre fue nombrado jefe de uno de los equipos de cirujanos para la Campaña de Marruecos, desplazándose a Sevilla donde permaneció hasta final de año. 
Una vez en Zaragoza, tuvo que hacerse cargo de forma accidental de la dirección del Hospital Militar, pero en 1923 de nuevo se le comisionó a Melilla para hacerse cargo del equipo quirúrgico, con el que se desplazó al campamento de Dar Drius en donde efectuó las intervenciones quirúrgicas y curas de heridos resultantes en la operación para el convoy de Zafarius. permaneciendo hasta el 24 de agosto, hasta que en septiembre volvió a Zaragoza, donde ascendió a teniente coronel, siendo destinado al Hospital Militar como cirujano y haciéndose cargo también del gabinete de rayos X por ausencia del titular.Una vez en Zaragoza en 1924 retomó su relación con la Cruz Roja , como vocal del tribunal que debía de examinar a las alumnas del curso de Damas Enfermeras. Al poco tiempo fue nombrado jefe de un equipo quirúrgico en Cádiz, con objeto de tratar a los heridos que llegaban de los combates que se estaban desarrollando en el norte de África, A su regreso a Zaragoza participó en los exámenes de Damas de Enfermeras de la Cruz Roja y, finalmente, el 17 de septiembre de 1925, se le concedió el pase a la reserva con los haberes correspondientes, quedando afecto al 5.º Regimiento de Sanidad Militar de Zaragoza.  
El Dr. Íñigo siguió trabajando en Zaragoza y en 1928 fue elegido académico de la Real Academia de Medicina, pronunciando su discurso de ingreso sobre El shock traumático. Su etiología patogenia y tratamiento. (artículo nombrado anteriormente), Pero, como consecuencia de los acontecimientos de Asturias en 1934, fue movilizado entre el 23 de octubre y el 15 de noviembre para hacerse cargo del equipo quirúrgico del Hospital Militar de Zaragoza, ya que el titular había sido comisionado a Asturias. Todas estas experiencias acumuladas como médico y cirujano militar le facilitaron la publicación de libros y sobre todo artículos especializados en diferentes revistas de la época. En 1937, seguía como presidente delegado de la Asamblea Provincial de la Cruz Roja Española y director del hospital de sangre de la mencionada Institución y vocal de la Junta Pasiva Antiaérea. Según refiere la hoja de servicios, en 1938, al cumplir la edad reglamentaria, es propuesto para el retiro, aunque permaneció al frente de sus responsabilidades en la Cruz Roja. Era tal el prestigio profesional del Dr. Íñigo que fue elegido presidente del Colegio Oficial de Médicos de Zaragoza y, posteriormente, desempeñó la vicepresidencia del Consejo General de Médicos de España.
Póstumamente el 8 de diciembre de 1944, recibió un homenaje por parte de la Cruz Roja de Zaragoza colocando una placa con inscripción laudatoria en uno de los patios del hospital, en la que se lee: La Asamblea Provincial de la Cruz Roja en Zaragoza se honra enalteciendo la memoria de su presidente llamo. Sr. D. Manuel Iñigo Nougés director de este Hospital-Dispensario. Cirujano eminente, caballero militar y cristiano, lo regentó durante la Guerra Española y hasta el fin de sus días. 